# 마디 카마라
모하메드 마디 카마라(프랑스어: Mohamed Mady Camara, 1997년 2월 28일 ~ )는 기니의 축구 선수로, 현재 수페르리가 엘라다 클럽 올림피아코스와 기니 국가대표팀에서 중앙 미드필더로 활약하고 있다.

## 구단 경력

### 아작시오
카마라는 2015년 5월 프랑스 리그 2의 AC 아작시오에서 훈련하기 전에 기니의 AS 칼룸과 산토바 FC에서 선수 생활을 시작했다. 그는 재판을 받는 동안 인상을 남겼고 2016년에 그 클럽과 프로 계약을 맺었다.
2018년 5월 20일, 카마라는 르아브르와의 승강 플레이오프 준결승전에서 연장 막판에 골을 넣어 2-2 동점을 만들었다. 아작시오는 기슬란 질베르가 결정적인 페널티킥을 성공시킨 후, 5-3으로 이겼다.

### 올림피아코스
2018년 3월 6일, 그는 2018-19 시즌을 앞두고 수페르리가 엘라다 거함 올림피아코스와 비공개 이적료로 5년 계약을 맺었다. 이적료는 2,500만 유로로 추정되었다. 2018년 9월 16일, 그는 아스테라스 트리폴리스와의 홈 경기에서 득점을 기록하며 2-1 승리를 거두었다.
2019년 2월 17일, 그는 4-1로 이긴 AEK 아테네와의 안방 경기에서 득점을 기록했다. 2019년 4월 7일, 그는 5-0으로 이긴 파네톨리코스와의 원정 경기에서 다시 득점을 기록했다. 2019년 4월 21일, 카마라는 3-1로 이긴 라미아와의 원정 경기에서 올림피아코스의 득점포를 가동했지만, 같은 날 PAOK의 승리로 올림피아코스는 PAOK에 밀려 준우승을 차지하게 되었다.
2019년 10월 27일, 22살의 기니는 2-0으로 이긴 라이벌 AEK 아테네와의 홈 더비 경기에서 페널티 지역 오른쪽 상단에 위치한 강력한 슛으로 행운의 세 번째 잭팟을 터뜨렸다. 2020년 1월 22일, 그는 1-0으로 이긴 OFI와의 원정 경기에서 자신의 유일한 골을 넣었다. 2020년 6월 15일, 그는 2분만에 골을 넣었고, 3-1로 이긴 아리스와의 홈 경기에서 게오르기오스 마수라스의 골을 도왔다.
2021년 7월 21일, 카마라는 1-0으로 이긴 네프치 바쿠와의 UEFA 유로파리그 플레이오프 1차전에서 득점을 기록했지만, 이후 강력한 파울로 퇴장당했다. 2021년 8월 19일, 그는 슬로반 브라티슬라바와의 UEFA 유로파리그 플레이오프 1차전에서 득점을 기록하며 팀의 3-0 승리를 이끌었다.

#### 로마로의 임대
2022년 8월 31일, 카마라는 AS 로마로 한 시즌 동안 임대를 가서 영입했다.

## 국가대표팀 경력
카마라는 2018년 9월 9일에 열린 중앙아프리카 공화국과의 2019년 아프리카 네이션스컵 예선 경기에서 기니 축구 국가대표팀 데뷔 전을 치렀고, 팀은 1-0으로 이겼다.